# Emling (Bockhorn)
Emling ist ein Ortsteil der Gemeinde Bockhorn im Landkreis Erding in Oberbayern.

## Geografie
Das Dorf liegt zwei Kilometer nordwestlich von Bockhorn entfernt. Die Strogen durchfließt den Ort.

## Baudenkmäler
In der Liste der Baudenkmäler in Bockhorn wird die Hofkapelle genannt, ein 1897 errichteter neuromanischer Bau mit Dachreiter.

## Verkehr
Durch den Ort führt die Bundesstraße 388.
Am 12. Februar 1969 stürzte ein Flugzeug nach dem Start auf ein Wohnhaus in Emling. Zehn Soldaten und ein zweijähriges Kind, das sich im Haus aufhielt, wurden getötet (siehe auch Flugunfall von Bockhorn).

## Persönlichkeiten
- Sebastian Pointner, Müller und Raubmörder, 1830 der letzte Mensch, der in Erding hingerichtet wurde.[5]